# Loades Peak
Loades Peak är en bergstopp i Antarktis. Den ligger i Östantarktis. Australien gör anspråk på området. Toppen på Loades Peak är 2 277 meter över havet.
Terrängen runt Loades Peak är huvudsakligen en högslätt. Trakten är obefolkad. Det finns inga samhällen i närheten.